# Dekorátor
Dekorátor je jeden ze strukturálních návrhových vzorů, které řeší otázku struktury programu. Je znám také pod názvem Wrapper.

## Charakteristika
Dekorátor se vytváří za účelem změny instancí tříd bez nutnosti vytvoření nových odvozených tříd, jelikož pouze dynamicky připojuje další funkčnosti k objektu. Každá dodaná funkčnost je u dekorátoru implementována jako „ozdobení“ (dekorování) jiného objektu. Dekorátor tedy rozšiřuje objekt, ne třídu, jak je tomu u statické dědičnosti.

### Dekorátor je vhodný v následujících případech
- Dynamicky přidáváme povinnosti jednotlivým objektům (bez ovlivnění jiných objektů)
  - Povinnosti lze případně i odebrat
- Pokud rozšiřování pomocí podtříd není praktické. Kupříkladu máme třídu pro tlačítko, kterou používáme pro 50 tlačítek a pro 10 tlačítek nyní potřebujeme nadefinovat trochu odlišnou funkčnost (např. okraj tlačítka). V případě použití podtříd nám vznikne 10 odvozených tříd a výsledný kód se může stát nepřehledným.
- Třídní definice může být skrytá či jinak nedostupná pro tvorbu podtříd.

## Implementace

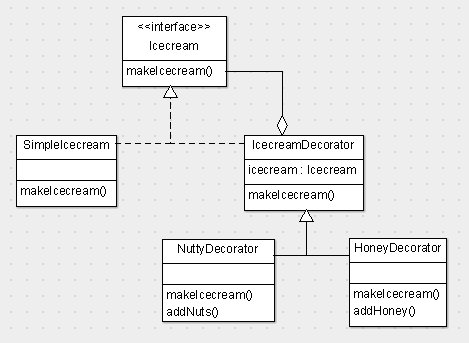
UML diagram návrhového vzoru dekorátor (zmrzlina)

Problematika dekorátoru bude uvedena na velmi jednoduchém příkladu, aby došlo k rychlému osvojení. Je zapotřebí vytvořit zmrzlinu a k ní několik odlišných polev, které zmrzlinu ozdobí. Pokud bude použit návrhový vzor dekorátor, je zapotřebí si nadefinovat základní zmrzlinu a poté si nadefinovat polevy, kterými bude zmrzlina ozdobena, viz obrázek - UML diagram. Příklad je uveden v jazyce Java, ale k pochopení základního principu postačí znalost kteréhokoliv objektově orientovaného jazyka.
Interface, který bude znázorňovat zmrzlinu
```
public
 
interface
 
Icecream
 
{

   
public
 
String
 
makeIcecream
();

}

```

Základní třída, na kterou budou dekorátory (tedy polevy) přidány, má tuto podobu
```
public
 
class
 
SimpleIcecream
 
implements
 
Icecream
 
{
 

 
@Override

 
public
 
String
 
makeIcecream
()
 
{

   
return
 
"Base Icecream"
;

 
}

}

```

Následující třída tvoří jádro dekorátoru. Instance budou konstruktorem dynamicky dosazovány při tvorbě dekorátoru a po dosazení se zavolá metoda instance
```
abstract
 
class
 
IcecreamDecorator
 
implements
 
Icecream
 
{

 
protected
 
Icecream
 
specialIcecream
;

 
public
 
IcecreamDecorator
(
Icecream
 
specialIcecream
)
 
{

   
this
.
specialIcecream
 
=
 
specialIcecream
;

 
}

 
public
 
String
 
makeIcecream
()
 
{

   
return
 
specialIcecream
.
makeIcecream
();

 
}

}

```

Nyní už je zapotřebí pouze samotných dekorátorů. Dekorátor je v tomto případě třída, která implementuje abstraktní dekorátor, viz předešlý krok. Jakmile je dekorátor vytvořen, je základní instance za použití konstruktoru přiřazena do nadřazené třídy. Metoda „makeIcecream“ volá základní metodu následovanou vlastní metodou „addHoney()“, která rozšiřuje funkčnost o vlastní kroky
```
public
 
class
 
HoneyDecorator
 
extends
 
IcecreamDecorator
 
{

 
public
 
HoneyDecorator
(
Icecream
 
specialIcecream
)
 
{

   
super
(
specialIcecream
);

 
}

 
public
 
String
 
makeIcecream
()
 
{

   
return
 
specialIcecream
.
makeIcecream
()
 
+
 
addHoney
();

 
}

 

 
private
 
String
 
addHoney
()
 
{

   
return
 
" + sweet honey"
;

 
}

}

```

Další dekorátory jsou tvorbou shodné
```
public
 
class
 
NuttyDecorator
 
extends
 
IcecreamDecorator
 
{

 
public
 
NuttyDecorator
(
Icecream
 
specialIcecream
)
 
{

   
super
(
specialIcecream
);

 
}

 
public
 
String
 
makeIcecream
()
 
{

   
return
 
specialIcecream
.
makeIcecream
()
 
+
 
addNuts
();

 
}

 
private
 
String
 
addNuts
()
 
{

   
return
 
" + crunchy nuts"
;

 
}

}

```

### Použití dekorátoru
Nyní lze použít kterékoliv dekorátory v kterémkoliv pořadí. Tato flexibilita a proměnlivost chování instance za běhu, jak si zvolíme, je základní výhoda návrhového vzoru dekorátor
```
public
 
class
 
TestDecorator
 
{

 
public
 
static
 
void
 
main
(
String
 
args
[]
)
 
{

   
Icecream
 
icecream
 
=
 
new
 
HoneyDecorator
(
new
 
NuttyDecorator
(
new
 
SimpleIcecream
()));

   
System
.
out
.
println
(
icecream
.
makeIcecream
());

 
}
 

}

```

Předešlá testovací třída vytvoří takovýto výstup
```
 
"Base Icecream + crunchy nuts + sweet honey"

```

## Shrnutí
Dekorátor je velmi podobný adaptéru, ale nepřekrývá původní protokol ošetřovaného objektu. Dekorátor je v určitých případech také vhodnější než obyčejné dědění, jelikož při vytvoření nové funkčnosti by v případě klasické dědičnosti zdědily tuto funkčnost všechny objekty a to znamená, že i ty, které by funkčnost vůbec nepotřebovaly. To se u dekorátoru nestane.